# Ebavere mägi
Ebavere mägi är en kulle i Estland.   Den ligger i landskapet Lääne-Virumaa, i den centrala delen av landet, 90 km öster om huvudstaden Tallinn. Toppen på Ebavere mägi är 126 meter över havet.
Terrängen runt Ebavere mägi är platt. Runt Ebavere mägi är det glesbefolkat, med 11 invånare per kvadratkilometer. Närmaste större samhälle är Tamsalu, 8,9 km nordväst om Ebavere mägi. I omgivningarna runt Ebavere mägi växer i huvudsak blandskog.